# Комментатор
Коммента́тор — должность в средствах массовой информации, в основном на телевидении и радио. Человек на этой должности является автором комментариев в отношении какой-нибудь конкретной сферы событий (например: общественной, политической, спортивной). В подразделении редакторов должность комментатора обычно отдают профессиональному журналисту, для которого соответствующая сфера является областью специализации. Порой функции комментатора исполняют обозреватели. Часто для комментариев приглашают внештатных специалистов из соответствующей сферы деятельности.

## Спортивный комментатор
С июня 1990 года, начиная с Чемпионата мира по футболу в Италии, стала обычной парная работа комментаторов. Первой парной работой стали финальные матчи, которые комментировали Владимир Маслаченко и Евгений Майоров.